# 806 هـ
806 هـ هي سنة في التقويم الهجري امتدت مقابلةً في التقويم الميلادي بين سنتي 1403 و1404.

## وفيات
- زين العطار
- عبد الرحيم العراقي